# Hyllisia suturalis
Hyllisia suturalis là một loài bọ cánh cứng trong họ Cerambycidae.